# Dysdera jana
Dysdera jana là một loài nhện trong họ Dysderidae.
Loài này thuộc chi Dysdera. Dysdera jana được miêu tả năm 2009 bởi Gasparo & Arnedo.